# George Washington Greene
George Washington Greene (* 8. April 1811 in East Greenwich (Rhode Island); † 8. Februar 1883 ebenda) war ein amerikanischer Historiker.
George Washington Greene, Enkel des Nathaniel Greene, war 1837–45 Konsul der USA in Rom, wurde 1847 Professor der neueren Sprachen an der Brown-Universität in Providence und 1872 Professor an der Cornell-Universität in Ithaca, New York. Er starb am 8. Februar 1883 in East Greenwich.
Er veröffentlichte wertvolle Abhandlungen über italienische Geschichte und Literatur unter den Titeln:
- Historical studies (New York, 1850),
- History and geography of the middle-ages (New York, 1851); eine Lebensbeschreibung seines Großvaters:
- Life of Major – General Nathaniel Greene.  (New York, 1867–76, 3 Bde.); * Historical review of the American revolution (New York, 1869, 4. Aufl. 1876);
- The German element in the War of American independence " (New York, 1876) u. a.

Dieser Artikel basiert auf einem gemeinfreien Text aus Meyers Konversations-Lexikon, 4. Auflage von 1888 bis 1890.
| Personendaten    | Personendaten                 |
| ---------------- | ----------------------------- |
| NAME             | Greene, George Washington     |
| KURZBESCHREIBUNG | US-amerikanischer Historiker  |
| GEBURTSDATUM     | 8. April 1811                 |
| GEBURTSORT       | East Greenwich (Rhode Island) |
| STERBEDATUM      | 8. Februar 1883               |
| STERBEORT        | East Greenwich (Rhode Island) |